# Otto Zipfel
Otto Zipfel (* 29. Juni 1886 in Pegau; † 13. Februar 1945 in Dresden) war ein deutscher Politiker (KPD). Er war Abgeordneter des Sächsischen Landtages.

## Leben
Otto Zipfel, Sohn eines Schuhmachergehilfen, war bereits vor dem Ersten Weltkrieg Mitglied der Sozialdemokratischen Partei Deutschlands (SPD) und hauptamtlicher Gewerkschaftsangestellter in Leipzig.  1917 trat er zur Unabhängigen Sozialdemokratischen Partei Deutschlands (USPD) über.
Während des Kapp-Putsches im März 1920 gehörte Zipfel der operativen Kampfleitung der USPD in Leipzig an. Bei Aktionen im Leipziger Osten kam er mit Walter Ulbricht in näheren Kontakt. Zipfel war Delegierter des USPD-Spaltungsparteitag im Oktober 1920 in Halle. Ende 1920 wurde er Mitglied der Kommunistischen Partei Deutschlands (KPD) und war bis 1922 Sekretär des KPD-Bezirks Ostsachsen. Im Dezember 1920 rückte Zipfel für Friedrich Geyer, der in den Reichstag gewechselt war, in den Sächsischen Landtag nach. Ab Sommer 1924 vertrat er den in der Sowjetunion weilenden Rudolf Renner als Politischer Leiter (Polleiter). Zipfel war Anhänger Heinrich Brandlers und wurde 1924 als „Rechter“ abgelöst. Im Dezember 1924 wurde er von der Partei auch zur Rückgabe seines Landtagsmandats aufgefordert. Für ihn rückte Otto Max Gäbel nach.
Für den Rücktritt als hauptamtlicher KPD-Funktionär und für die freiwillige Rückgabe des Abgeordnetenmandats erhielt Zipfel von der Partei eine Entschädigung. Mit der Abfindungssumme eröffnete er in Dresden ein Zigarrengeschäft. 1925 wurde er aus der KPD ausgeschlossen. Anschließend trat Zipfel politisch nicht mehr hervor.
Er kam bei den alliierten Luftangriffen auf Dresden am 13. Februar 1945 ums Leben.